# Tit Flavij
Tit Flavij (latinsko Titvs Flavivs Caesar Vespasianvs Avgvstvs) je bil rimski cesar, ki je vladal leta 79-81, * 30. december 39, Rim, Rimsko cesarstvo, † 13. september 81, Rim.
Bil je član Flavijske dinastije, ki je na rimskem prestolu nasledil pokojnega očeta Vespazijana, in hkrati prvi cesar, ki je nasledil svojega biološkega očeta. 
Pred prihodom na prestol je bil ugleden vojaški poveljnik, ki je med prvo judovsko-rimsko vojno pod svojim očetom služil v Judeji. Vojni pohod je po Neronovi smrti leta 68 za nekaj časa zastal, dokler ni v letu štirih cesarjev kot četrti prišel na prestol Vespazijan. Po njegovi razglasitvi za cesarja 1. julija 69 je bil Tit zadolžen za zatrtje judovske vstaje. Leta 70 je oblegal in osvojil Jeruzalem ter ga porušil, med drugim tudi Drugi judovski tempelj. Za svoje zasluge je bil nagrajen s triumfom in Titovim slavolokom, ki še stoji.
Med očetovim vladanjem je postal splošno znan kot prefekt pretorijanske straže in partner v spornem razmerju z judovsko kraljico Bereniko, hčerko Heroda Agripe I.. Leta 79 je na rimskem prestolu nasledil svojega očeta in bil po Svetonijevem mnenju in mnenju drugih takratnih zgodovinarjev kljub temu dober vladar.
Kot cesar je najbolj znan po zaključku gradnje Koloseja in velikodušnost pri lajšanju trpljenja po izbruhu Vezuva leta 79 in velikem požaru v Rimu leta 80. Po komaj dveh letih cesarjevanja umrl zaradi vročice in bil po smrti s sklepom senata pobóžen (divinizaciran). Nasledil ga je mlajši brat Domicijan.

## Zgodnje življenje
Tit se je rodil v Rimu, verjetno 30. decembra 39 n. št., kot najstarejši sin Tita Flavija Vespazijana, splošno znanega kot Vespazijan in Domitile Starejše. Imel je mlajšo sestro, Domitillo Mlajšo (rojeno 45) in mlajšega brata, Tita Flavija Domitiana (rojenega 51), ki ga običajno imenujejo Domicijan.

### Družinsko ozadje
Desetletja državljanske vojne v 1. stoletju pr. n. št. so močno prispevala k propadu stare rimske aristokracije, ki jo je v začetku 1. stoletja postopoma nadomestilo novo italijansko plemstvo. Ena takšnih družin je bil gens Flavia, ki se je iz relativne neznanosti povzpel do pomembnosti v samo štirih generacijah, pri čemer si je pridobil bogastvo in status pod cesarji julijsko-klavdijske dinastije. Titov praded, Tit Flavij Petro, je služil kot centurion pod Pompejem med Cezarjevo državljansko vojno. Njegova vojaška kariera se je končala v sramu, ko je leta 48 pr. n. št. pobegnil z bojišča v bitki pri Farzlu.
Kljub temu je Petru uspelo izboljšati svoj status s poroko z izjemno bogato Tertulo, katere bogastvo je zagotavljalo vzpon Petrovega sina Tita Flavija Sabinusa I., Titovega dedka. Sabinus si je sam nabral dodatno bogastvo in morebiten viteški status s svojimi službami kot davkar v Aziji in bankir v Helvetiji. S poroko z Vespazijo Pollo se je povezal z prestižnejšim patricijskem gens Vespasia, s čimer je zagotovil povzdignjenje svojih sinov Tita Flavija Sabina II. in Vespazijana v senatorski razred.
Politična kariera Vespazijana je vključevala položaje kvestorja, edila in pretorja ter dosegla vrhunec z konzulatom leta 51, ko se je rodil Domicijan. Kot vojaški poveljnik si je zgodaj pridobil slavo z udeležbo v rimski invaziji na Britanijo leta 43. Kar je malo znanega o Titovem zgodnjem življenju, izhaja od Svetonija, ki je zapisal, da je bil vzgojen na cesarskem dvoru v družbi Britanika, sina cesarja Klavdija, ki ga je Neron leta 55 umoril.
Zgodba je bila celo takšna, da je Tit tisto noč, ko je bil umorjen, ležal poleg Britannika in srkal strup, ki mu ga je dal. Nadaljnje podrobnosti o njegovi izobrazbi so redke, vendar se zdi, da je že zgodaj kazal obetavne sposobnosti v vojaških vedah in je bil spreten pesnik in govornik tako v grščini kot latinščini.

## Odraslo življenje
Od približno leta 57 do 59 je bil vojaški tribun v Germaniji. Služil je tudi v provinci Britaniji in morda prispel okoli leta 60 z okrepitvami, potrebnimi po uporu Budike. Okoli leta 63 se je vrnil v Rim in se poročil z Arrecino Tertulo, hčerko Marka Arrecina Klemensa nekdanjega pretorijanskega prefekta pod Kaligulo). Umrla je okoli leta 65.
Tit si je nato vzel novo ženo iz veliko bolj ugledne družine, Marcio Furnillo. Vendar je bila Marcijina družina tesno povezana z opozicijo proti Neronu. Njen stric Barea Soranus in njegova hči Marcia Servilia Sorana (Servilia) sta bila med tistimi, ki so umrli po neuspeli Pizonski zaroti leta 65. Nekateri sodobni zgodovinarji menijo, da se je Tit ločil od žene zaradi povezave njene družine z zaroto.
Tit se ni nikoli več poročil in zdi se, da je imel hčerke, vsaj eno od njih z Marcio Furnillo. Edina znana oseba, ki je preživela do odraslosti, je bila Julija Flavija, morda Titova hči z Arrecino, katere mati se je prav tako imenovala Julija. V tistem obdobju se je Tit ukvarjal tudi s pravom in dosegel čin kvestorja.

### Judejske vojne
Leta 66 so se Judje iz province Judeja uprli rimskemu cesarstvu. Cestij Gal, legat Sirije, je bil poražen v bitki pri Bet Horonu (66) in prisiljen umakniti se iz Jeruzalema. Prorimski kralj Agripa II in njegova sestra Berenika (hči Agripe I.) sta pobegnila iz mesta v Galilejo, kjer sta se kasneje predala Rimljanom.
Neron je imenoval Vespazijana za poveljnika zatrtja upora, ta je bil poslan v regijo z V. legijo Macedonica in X. legijo Fretensis
. Kasneje se mu je v Ptolemaidi (danes Akra, Izrael) pridružil Tit z XV. legijo Apollinaris. Rimljani so se z močjo 60.000 poklicnih vojakov pripravili na pohod čez Galilejo in na Jeruzalem.
Zgodovino vojne je podrobno opisal rimsko-judovski zgodovinar Jožef Flavij v svojem delu Judovska vojna. Jožef Flavij je bil poveljnik v mestu Jodfat, ko je rimska vojska leta 67 napadla Galilejo. Po izčrpavajočem obleganju, ki je trajalo 47 dni, je mesto padlo, pri čemer je bilo ubitih približno 40.000 ljudi. Tit pa ni bil odločen le končati vojne.
Jožef je preživel enega od več skupinskih samomorov, se predal Vespazijanu in postal ujetnik. Kasneje je zapisal, da je Rimljanom posredoval obveščevalne podatke o uporu. Do leta 68 je rimska vojska podjarmila celotno obalo in sever Judeje, pri čemer je Tit dosegel odločilne zmage pri Magdali in Gamali, kjer se je odlikoval kot spreten general.

#### Leto štirih cesarjev
Zadnje in najpomembnejše utrjeno mesto v lasti judovski odpornikov je bil Jeruzalem. Kampanja se je nenadoma ustavila, ko je prispela novica o Neronovi smrti. Skoraj istočasno je rimski senat razglasil Galbo, guvernerja v Hispaniji, za cesarja. Vespazijan se je odločil počakati na nadaljnja navodila in poslal Tita, da pozdravi novega princepsa.
Preden je Tit prispel v Italijo je izvedel, da je bil Galba umorjen in da ga je nadomestil Oton, guverner Luzitanije, in da se Vitelij in njegove vojske v Germaniji pripravljata na pohod na prestolnico z namenom, da bi strmoglavila Otona. Ker ni hotel tvegati, da bi ga ena ali druga stran vzela za talca, je opustil potovanje v Rim in se vrnil k očetu v Judejo. Medtem je bil Oton poražen v prvi bitki pri Bedriakumu in storil samomor.
Ko je novica dosegla vojski v Judeji in Egiptu, sta vzeli stvari v svoje roke in 1. julija 69 razglasili Vespazijana za cesarja. Vespazijan je sprejel ponudbo in se po Titovih pogajanjih združil z Gajem Licinijem Mucijanom, guvernerjem Sirije. Močna sila judovskih in sirskih legij je pod Mucijanovim poveljstvom odkorakala na Rim, Vespazijan pa je odpotoval v Aleksandrijo, Titu pa je prepustil nalogo, da konča judovski upor. Do konca leta 69 so bile Vitelijeve sile poražene in senat je 21. decembra uradno razglasil Vespazijana za cesarja, s čimer se je končalo Leto štirih cesarjev.

#### Obleganje Jeruzalema
Medtem so se Judje zapletli v lastno državljansko vojno, saj so odpor v Jeruzalemu razdelili med več frakcij. Sikarijci, ki jih je vodil Menahem ben Juda so se dolgo obdržali; Zeloti, ki jih je vodil Eleazar ben Simon, so sčasoma padli pod poveljstvo galilejskega voditelja Janeza iz Gišale in drugemu severnemu uporniškemu poveljniku, Simonu Bar Giori je uspelo prevzeti vodstvo nad Idumejci. Tit je oblegal Jeruzalem. Rimski vojski se je pridružila XII. legija XII. Fulminata, ki je bila predhodno poražena pod Cestijem Galom] in iz Aleksandrije je Vespazijan poslal Tiberija Julija Aleksandra, guvernerja Egipta, da bi deloval kot Titov namestnik.
Tit je mesto obkolil s tremi legijami (V., XII. in XV.) na zahodni strani in eno (X.) na Oljski gori na vzhodu. Pritisk na zaloge hrane in vode prebivalcev je izvajal tako, da je romarjem dovolil vstop v mesto, da bi praznovali pasho, nato pa jim je zavrnil izstop. Judovski napadi so nenehno nadlegovali rimsko vojsko, eden od njih pa je skoraj privedel do ujetja Tita.
Potem, ko so Jožefovi poskusi pogajanj o predaji propadli, so Rimljani nadaljevali s sovražnostmi in hitro prebili prvo in drugo mestno obzidje. Da bi ustrahoval odpor, je Tit ukazal, naj dezerterje z judovske strani križajo okoli mestnega obzidja. S temi ukrepi so Judje bili takrat izčrpani zaradi lakote in ko je bilo šibko tretje obzidje prebito, so se začeli hudi ulični boji.
Rimljani so končno zavzeli trdnjavo Antonio in začeli frontalni napad na vrata Drugega templja. Ko so prebili vrata, so Rimljani zažgali zgornje in spodnje mesto, kar je doseglo vrhunec z uničenjem templja. Ko so se požari polegli, je Tit ukazal uničiti preostanek mesta, domnevno z namenom, da se nihče ne bi spomnil imena Jeruzalem. Tempelj je bil porušen, Titovi vojaki pa so ga v čast zmage razglasili za imperatorja.
Jeruzalem je bil izropan in velik del prebivalstva je bil ubit ali razkropljen. Jožef Flavij trdi, da je bilo med obleganjem ubitih 1.100.000 ljudi, večina od njih Judov. Jožefove predpostavke o številu smrtnih žrtev sodobna znanost zavrača kot nemogoče, saj je v deželi Izrael takrat živelo približno milijon ljudi, polovica od njih Judov, precejšnje judovsko prebivalstvo pa je ostalo na tem območju tudi po koncu vojne, celo v močno prizadeti regiji Judeja. Vendar pa je bilo 97.000 ljudi ujetih in zasužnjenih, vključno s Simonom Bar-Giorjem in Janezom iz Gischale. Mnogi so pobegnili na območja okoli Sredozemskega morja. Tit naj bi zavrnil sprejetje venca zmage, saj je trdil, da zmage ni dosegel sam, temveč da je bil posrednik, skozi katerega je njihov Bog pokazal svojo jezo proti svojemu ljudstvu.
Judovska diaspora med uničenjem templja je bila po besedah Jožefa v Partiji (Perziji), Babiloniji (Irak) in Arabija, nekateri pa so bili onkraj Evfrata in v Adiabeni (Kurdistan).

### Vespazijanov dedič
Ker Tit pozimi ni mogel odpluti v Italijo, je praznoval razkošne igre v Cezareji Primorski in Beritu, nato pa je odpotoval v Zeugmo, Komageno|Zeugmo ob Evfratu, kjer mu je Vologas I. Partski podelil krono. Med obiskom Antiohije je potrdil tradicionalne pravice Judov v tem mestu.
Na poti v Aleksandrijo se je ustavil v Memfisu, da bi posvetil svetega bika Apisa. Po Svetonijevem mnenju je to povzročilo zaskrbljenost, saj je moral Tit za obred nositi diadem, kar so Rimljani povezovali z monarhijo, strankarska pripadnost Titovih legij pa je že povzročila strah, da bi se lahko uprl očetu. Tit se je po Svetonijevih besedah hitro vrnil v Rim v upanju, da bo s tem odpravil kakršne koli sume o svojem ravnanju.
Po prihodu v Rim leta 71 je bil Tit odlikovan z zmagoslavjem. Tit je v spremstvu Vespazijana in Domicijana prijahal v mesto, kjer ga je rimsko prebivalstvo navdušeno pozdravilo, pred njim pa je bila razkošna parada. ki je vseboval zaklade in ujetnike iz vojne. Jožef Flavij opisuje procesijo z velikimi količinami zlata in srebra, ki so jo nosili po poti, sledile pa so dovršene uprizoritve vojne, judovski ujetniki in končno zakladi, odvzeti iz Jeruzalemskega templja, vključno z Menoro in Pentatevhom. Simon Bar Giora je bil usmrčen na Forumu, procesija pa se je zaključila z verskimi žrtvami v Jupitrovem templju (na Kapitolskem griču). Titov slavolok, ki stoji na vhodu v Forum, obeležuje Titovo zmago.
Ko je bil Vespazijan razglašen za cesarja, sta Tit in njegov brat Domicijan od senata prejela naziv Cezar. Poleg tega, da si je z očetom delil tribunska pooblastila je Tit med Vespazijanovo vladavino opravljal sedem konzulskih položajev in deloval kot njegov tajnik, ki je v njegovem imenu nastopal v senatu. Še pomembneje pa je bilo, da je bil imenovan za pretorijanskega prefekta (poveljnika pretorijanske garde), s čimer je zagotovil njeno zvestobo cesarju in še bolj utrdil Vespazijanov položaj legitimnega vladarja.
V tej vlogi si je Tit v Rimu pridobil precejšen sloves zaradi svojih nasilnih dejanj, saj je pogosto ukazal usmrtitev osumljenih izdajalcev na kraju samem. Ko je bila leta 79 odkrita zarota Avla Cecine Alienusa in Tita Klodija Eprija Marcela za strmoglavljenje Vespazijana, je Tit povabil Aliena na večerjo in ukazal, naj ga zabodejo, še preden je sploh zapustil sobo.
Med judovskimi vojnami je Tit začel ljubezensko razmerje z Bereniko (hčerko Heroda Agripe I.), sestro Agripe II. Herodovci so med uporom sodelovali z Rimljani, Berenika pa je podpirala Vespazijana v njegovi kampanji za cesarja. Leta 75 se je vrnila k Titu in odkrito živela z njim v palači kot njegova obljubljena žena. Rimljani so bili do vzhodne kraljice previdni in niso odobravali njunega razmerja. Ko so ciniki (antična filozofska šola) v gledališču par javno obsodili, je Tit pritisku ugodil in jo poslal stran,, vendar je njegov ugled kljub temu še bolj trpel.

## Cesar

### Nasledstvo
Vespazijan je umrl zaradi okužbe 23. ali 24. junija 79 n. št., takoj zatem pa ga je nasledil njegov sin Tit. Bil je prvi rimski cesar, ki je zasedel prestol po svojem biološkem očetu. Kot egiptovski faraon je Tit prevzel titularni naziv »Autokrator Titos Kaisaros Hununefer Benermerut« (»cesar Tit Cezar, popolni in priljubljeni mladenič«). Zaradi njegovih številnih (domnevnih) razvad so se mnogi Rimljani bali, da bo postal še en Neron. Kljub tem dvomom pa se je Tit izkazal za učinkovitega cesarja in ga je prebivalstvo zelo ljubilo, saj so ga zelo hvalili, ko so ugotovil, da ima največje vrline, namesto razvad.
Eno njegovih prvih dejanj kot cesarja je bilo, da je odredil ustavitev sojenj na podlagi obtožb izdaje,, ki so dolgo pestile principat. "Zakon izdaje" ali "zakon veličanstva" je bil prvotno namenjen pregonu tistih, ki so s kakršnim koli revolucionarnim dejanjem pokvarjeno "škodovali rimskemu ljudstvu in veličanstvu". Pod Avgustom pa je bil ta običaj oživljen in uporabljen tudi za klevetanje in obrekovanje. To je privedlo do številnih sojenj in usmrtitev pod Tiberijem, Kaligulo in Neronom ter do oblikovanja mrež informatorjev (lat. delatores), ki so desetletja terorizirale rimski politični sistem.
Tit je naredil konec tej praksi, ki bi jo lahko izvajal v korist sebi ali komurkoli drugemu in izjavil:
Nemogoče je, da bi me kakorkoli žalili ali zlorabljali. Kajti ne delam ničesar, kar bi si zaslužilo grajo in ne zmenim se za lažne poročila. Kar se tiče mrtvih in odšlih cesarjev, se bodo maščevali, če jim kdo stori kaj krivičnega, če so v resnici polbogovi in imajo kakršno koli moč.
Posledično med njegovo vladavino ni bil usmrčen noben senator; tako je držal svojo obljubo, da bo prevzel funkcijo Pontifex maximus, "da bi ohranil svoje roke neomadeževane". Informatorji (lat. delatores) so bili javno kaznovani in izgnani iz mesta. Tit je zlorabe preprečil tudi tako, da je prepovedal, da bi bila oseba sojena po različnih zakonih za isto kaznivo dejanje. Ko se je Berenika vrnila v Rim, jo je poslal stran.
Kot cesar je postal znan po svoji radodarnosti in Svetonij trdi, da je, ko je spoznal, da v celem dnevu ni nikomur prinesel nobene koristi, pripomnil: "Prijatelji, izgubil sem dan".

### Izzivi
Čeprav je Titovo kratko vladavino zaznamovala relativna odsotnost večjih vojaških ali političnih konfliktov, se je soočil s številnimi večjimi nesrečami. Nekaj mesecev po njegovem nastopu na prestol je izbruhnil Vezuv. Izbruh je skoraj popolnoma uničil mesta in letoviška naselja okoli Neapeljskega zaliva. Mesti Pompeji in Herkulanej sta bili pokopani pod metri kamenja in pepela, pri čemer je umrlo na tisoče ljudi. Tit je imenoval dva nekdanja konzula za organizacijo in koordinacijo pomoči ter osebno daroval velike vsote denarja iz cesarske zakladnice za pomoč žrtvam vulkana. Poleg tega je Pompeje obiskal enkrat po izbruhu in ponovno naslednje leto.
Med drugim obiskom spomladi leta 80, je v Rimu izbruhnil požar, ki je tri dni in tri noči gorel v velikih delih mesta. Čeprav obseg škode ni bil tako katastrofalen kot med velikim požarom leta 64 in je ključno prizanesel številnim okrožjem s stanovanjskimi bloki insulami, Kasij Dion beleži dolg seznam pomembnih javnih zgradb, ki so bile uničene, vključno z Agripovim Panteonom, Jupitrovim templjem, Diribitorijem, deli gledališča Pompej in Saepta Julija med drugimi. Tit je ponovno osebno nadomestil škodo za poškodovana območja. Po Svetonijevem mnenju je med požarom izbruhnila tudi kuga. Vendar pa narava bolezni in število smrtnih žrtev nista znana.
Medtem se je v provinci Britaniji nadaljevala vojna, kjer je Gnej Julij Agricola prodrl globlje v Kaledonijo in tam uspel ustanoviti več utrdb. Zaradi svojih dejanj je Tit med 9. septembrom in 31. decembrom 79 n. št. že petnajstič prejel naziv imperator.
Med njegovo vladavino je prišlo tudi do upora, ki ga je vodil Terencij Maksim, eden od več lažnih Neronov, ki so se pojavljali v 70. letih. Čeprav je bil Neron znan predvsem kot splošno osovražen tiran, obstajajo dokazi, da je bil večji del svoje vladavine zelo priljubljen v vzhodnih provincah. Poročila, da je Neron preživel strmoglavljenje, so podkrepile zmedenosti okoliščin njegove smrti in več prerokb, ki so napovedovale njegovo vrnitev.
Po besedah Kasija Diona je bil Terencij Maksim po glasu in videzu podoben Neronu in je tako kot on pel ob liri. Terencij si je v Mali Aziji pridobil sledilce, a je bil kmalu prisiljen pobegniti onkraj Evfrata in se zateči k Partom. Poleg tega viri navajajo, da je Tit odkril, da njegov brat Domicijan kuje zaroto proti njemu, vendar ga ni hotel ubiti ali izgnati.

### Javna dela
Gradnja Flavijskega amfiteatra, danes bolj znanega kot Kolosej, se je začela leta 70 pod Vespazijanom in je bila dokončana leta 80 pod Titom. Poleg tega, da je rimskemu prebivalstvu nudila spektakularno zabavo, je bila stavba zasnovana tudi kot velikanski zmagoslavni spomenik v spomin na vojaške dosežke Flavijcev med judovskimi vojnami.>
Uvodne igre Flavijskega amfiteatra, oz. Koloseja so trajale sto dni in naj bi bile izjemno dovršene, vključno z gladiatorskimi boji, boji med divjimi živalmi (sloni in žerjavi), navmahijami (pomorskimi bitkami), za katere je bilo gledališče poplavljeno, konjskimi dirkami in dirkami z vozovi. Med igrami so v občinstvo metali lesene krogle z vgraviranimi različnimi nagradami. (oblačila, zlato ali celo sužnji), ki so jih nato lahko zamenjali za določeni predmet.
Ob amfiteatru, znotraj Neronove Zlate hiše, je Tit odredil tudi gradnjo novega javnega kopališča, (Titove kopeli). Gradnja stavbe je bila na hitro končana, da bi sovpadala z dokončanjem Flavijevega amfiteatra.
Tit je oživil prakso cesarskega kulta starega Rima, vendar je očitno naletel na nekaj težav, saj je bil Vespazijan pobožanstven (divinizaciran) šele šest mesecev po njegovi smrti. Da bi še bolj počastili in poveličali flavijsko dinastijo, so položili temelje za zgradbo, ki je kasneje postal "Vespazijanov in Titov tempelj", ki ga je dokončal Domicijan.

### Smrt
Ob zaključku iger je Tit uradno posvetil amfiteater in terme, kar je bilo njegovo zadnje zabeleženo dejanje kot cesar. Odpravil se je na ozemlje Sabincev, a je na prvi postaji zbolel, kjer je umrl zaradi vročine, domnevno na isti kmetiji kot njegov oče. Domnevno so bile zadnje besede, ki jih je izrekel pred smrtjo, "Naredil sem samo eno napako".
Tit je vladal Rimskemu cesarstvu nekaj več kot dve leti: od očetove smrti leta 79 do svoje lastne 13. septembra 81. Nasledil ga je Domicijan, čigar prvo dejanje kot cesarja je bilo, da je pobožanil (divinizaciral) svojega brata.
Zgodovinarji so ugibali o natančni naravi njegove smrti in na katero napako je Tit namigoval v svojih zadnjih besedah. Filostrat je zapisal, da ga je Domicijan zastrupil z morskim zajčkom (Aplysia depilans) in da mu je smrt napovedal Apolonij iz Tiane. Svetonij in Kasij Dion trdita, da je umrl naravne smrti, vendar oba obtožujeta Domicijana, da je bolnega Tita zapustil mrtvega. Posledično je Dio menil, da je napaka v sklicevanju na to, da Titovega brata niso usmrtili, ko so odkrili, da odkrito kuje zaroto proti njemu.
Babilonski Talmud (Gittin 56b) pripisuje Titovo smrt žuželki, ki mu je priletela v nos in mu sedem let brskala po možganih, kar je ponovitev druge legende, ki se nanaša na svetopisemskega kralja Nimroda. Po rabinski literaturi je bil Tit potomec Ezava in si je drznil izzvati Gospoda. Judovsko izročilo pravi, da je Tita Bog mučil, ker je uničil drugi tempelj, in da je umrl zaradi mušice (ali komarja]], ki mu je šel skozi nos in povzročil velik izrastek v možganih, ki ga je ubil 
Rabinski učenjaki, kot je Azariah de Rossi, zavračajo dobesedno zgodovinskost zgodbe in jo vidijo kot alegorijo o božji kazni. Judah Loew ben Bezalel in drugi, kot je Yosef Chaim iz Bagdada, pripoved razlagajo alegorično in poudarjajo njene duhovne in moralne nauke, ne pa njene zgodovinske točnosti. Reuben Margolies nakazuje, da se Talmud morda nanaša na drugo osebnost, Tita Frigiusa, namesto na cesarja. Sodobni učenjaki, kot je Galit Hasan-Rokem, analizirajo zgodbo kot literarno sredstvo, ki simbolizira Titovo kazen za uničenje templja. Na splošno se rabinsko poročilo obravnava kot teološka ali simbolična pripoved in ne kot dobesedni zgodovinski zapis.
Zabeležena je še ena zgodba, v kateri Onkelos, nečak rimskega cesarja Tita, ki je uničil Drugi tempelj in se nameraval spreobrniti v judovstvo, prikliče duhove, da mu pomagajo pri odločitvi. Vsak od njih opisuje svojo kazen v posmrtnem življenju. »Onkelos, sin Kolonikosa ... je šel in obudil Tita od mrtvih z magijo ter ga vprašal: 'Kdo je najbolj ugleden v [drugem] svetu?' Odgovoril je: Izrael. Kaj pa, če se jim pridružiš?' Rekel je: 'Njihovi običaji so bremenilni in jih ne boš mogel izpolnjevati. Pojdi in jih napadi v onem svetu in boš na vrhu, kot je zapisano: Njeni nasprotniki postanejo glava itd.; kdor nadleguje Izrael, postane glava.' Vprašal ga je: 'Kakšna je tvoja kazen [v onem svetu]?' Odgovoril je: 'Kar sem si sam določil. Vsak dan se pobere moj pepel in se mi izreče sodba, jaz pa sem sežgan in moj pepel se raztrese po sedmih morjih ...'«

## Zapuščina

### Historiografija
Titova zgodovina med starodavnimi zgodovinarji velja za eno najbolj zglednih med vsemi cesarji. Ohranjena poročila iz tistega obdobja, od katerih so jih mnoga napisali njegovi sodobniki, predstavljajo zelo ugodno mnenje o Titu. Njegov značaj je še posebej uspeval v primerjavi z značajem njegovega brata Domicijana. Judovske vojne ponuja pričevanjski zapis o judovskem uporu in značaju Tita. Nevtralnost Jožefovih spisov je bila pod vprašajem, saj je bil dolžan Flavijcem. Leta 71 je v spremstvu Tita prispel v Rim, postal rimski državljan in od svojih mecenov prevzel rimski nomen Flavij in praenomen Tit. Prejemal je letno pokojnino in živel v palači.
V Rimu in pod flavijanskim pokroviteljstvom je Jožef napisal vsa svoja znana dela. Judovska vojna je pristranska proti voditeljem upora, saj upor prikazuje kot šibek in neorganiziran ter celo krivi Jude za povzročitev vojne. Njegova verodostojnost kot zgodovinarja je bila kasneje pod vprašajem.
Drug Titov sodobnik je bil Publij Kornelij Tacit, ki je svojo javno kariero začel leta 80 ali 81 in zasluge za svoj vzpon pripisuje Flavijski dinastiji. [[Zgodovine, njegov opis tega obdobja, je bil objavljen med vladavino Trajana. Žal se je ohranilo le prvih pet knjig iz tega dela, besedilo o Titovi in Domicijanovi vladavini pa je izgubljeno.
Suetonius Tranquilius v delu Življenja dvanajstih cesarjev poda kratek, a zelo ugoden opis Titove vladavine, pri čemer poudarja njegove vojaške dosežke in velikodušnost kot cesarja.
Tit, z istim priimkom kot njegov oče, je bil veselje in ljubljenec človeške rase; Takšno izjemno sposobnost je imel po naravi, umetnosti ali sreči, da si je pridobil naklonjenost vseh ljudi, in to, kar ni lahka naloga, medtem ko je bil cesar.
Kasij Dion je svojo Rimsko zgodovino napisal več kot 100 let po Titovi smrti. Ima podoben pogled kot Svetonij, morda celo uporablja slednjega kot vir, vendar je bolj zadržan, ko ugotavlja, da
Njegov zadovoljiv uspeh je morda posledica tudi dejstva, da je svoj prihod na prestol preživel le zelo kratko, saj mu tako ni bila dana nobena priložnost za napačno ravnanje. Po tem je namreč živel le dve leti, dva meseca in dvajset dni – poleg devetintridesetih let, petih mesecev in petindvajsetih dni, ki jih je takrat že živel. V tem pogledu velja, da je dosegel dolgo vladavino Avgusta, saj naj bi Avgust ne bil nikoli ljubljen, če bi živel krajše, niti Tit, če bi živel dlje. Avgust se je namreč sprva zaradi vojn in frakcijskih sporov izkazal za precej ostrega, a si je sčasoma zaradi svojih dobrih dejanj pridobil sijajen sloves; Tit pa je vladal blago in umrl na vrhuncu slave, medtem ko bi se, če bi živel dolgo, morda izkazalo, da svojo sedanjo slavo bolj dolguje sreči kot zaslugam.
Plinij Starejši, ki je umrl med izbruhom Vezuva, je svojo Naturalis Historia posvetil Titu.
V nasprotju z idealno upodobitvijo Tita v rimskih zgodovinah se judovski spomin "Tita Hudobnega" spominja kot hudobnega zatiralca in uničevalca templja. Legenda v babilonskem Talmudu opisuje Tita, ki je med uničenjem templja imel spolne odnose s prostitutko na zvitku Tore.

### V poznejši umetnosti
Vojna v Judeji in Titovo življenje, zlasti njegov odnos z Bereniko, so skozi stoletja navdihovali pisatelje in umetnike. Relief v Titovem slavoloku je vplival na upodobitev uničenja Jeruzalema, pri čemer se je Menora pogosto uporabljala za simbolizacijo plenjenja Drugega templja.

## Nadaljnje čtivo

### Primarni viri
- Suetonius, The Lives of Twelve Caesars, Life of Titus, Latin text with English translation
- Cassius Dio, Roman History, Books 65 and 66, English translation
- Josephus, The War of the Jews, English translation
- Tacitus, Histories, Books 2, 4 and 5, English translation

### Sekundarni viri
- Coinage of Titus at Wildwinds.com
- A private collection of coins minted by Titus
- Biography of Titus at roman-emperors.org
- Wayback Machine (Austin Simmons, The Cipherment of the Franks Casket) Titus is twice depicted on the back side of the Franks Casket.